# Knut Gadd
Knut Gustaf Gadd (Malmö, 4 december 1916 – Borås, 8 mei 1995) is een voormalig Zweeds waterpolospeler.
Knut Gadd nam als waterpoloër eenmaal deel aan de Olympische Spelen; in 1948. Hij maakte dat jaar deel uit van het Zweedse team dat als vijfde eindigde. Hij speelde een wedstrijd.
Gadd speelde voor de club IF Elfsborg.
Folke Eriksson · 
Knut Gadd · 
Erik Holm · 
Olle Johansson · 
Åke Julin · 
Rolf Julin · 
Arne Jutner · 
Rune Öberg · 
Olle Ohlson · 
Roland Spångberg